# Тейлор (округ, Кентуккі)
Шаблон:StateAbbr_ 37°22′ пн. ш. 85°20′ зх. д. / 37.37° пн. ш. 85.33° зх. д.
Округ  Тейлор (англ. Taylor County) — округ (графство) у штаті  Кентуккі, США. Ідентифікатор округу 21217.

## Історія
Округ утворений 1848 року.

## Демографія
За даними перепису 
2000 року 
загальне населення округу становило 22927 осіб, зокрема міського населення було 11733, а сільського — 11194.
Серед мешканців округу чоловіків було 11027, а жінок — 11900. В окрузі було 9233 домогосподарства, 6559 родин, які мешкали в 10180 будинках.
Середній розмір родини становив 2,89.
Віковий розподіл населення поданий у таблиці:
| Стать    | До 15 років | 15-21 | 22-29 | 30-39 | 40-49 | 50-65 | 65-85 | Понад 85 |
| -------- | ----------- | ----- | ----- | ----- | ----- | ----- | ----- | -------- |
| Чоловіки | 2280        | 1291  | 997   | 1520  | 1628  | 1883  | 1308  | 120      |
| Жінки    | 2124        | 1240  | 1050  | 1647  | 1707  | 2073  | 1792  | 267      |

## Суміжні округи
- Меріон — північ
- Кейсі — схід
- Адер — південний схід
- Ґрін  (південь & захід)
- Леру — північний захід

## Виноски
1. ↑  U.S. Decennial Census. United States Census Bureau. Процитовано 20 серпня 2014.
2. ↑  Historical Census Browser. University of Virginia Library. Архів оригіналу за 11 серпня 2012. Процитовано 20 серпня 2014.
3. ↑  Population of Counties by Decennial Census: 1900 to 1990. United States Census Bureau. Процитовано 20 серпня 2014.
4. ↑  Census 2000 PHC-T-4. Ranking Tables for Counties: 1990 and 2000 (PDF). United States Census Bureau. Процитовано 20 серпня 2014.
5. ↑  State & County QuickFacts. United States Census Bureau. Архів оригіналу за 7 червня 2011. Процитовано 6 березня 2014. [Архівовано 2011-06-07 у Wayback Machine.](англ.) Наведено за англійською вікіпедією.
6. ↑  American FactFinder. Бюро перепису населення США. Архів оригіналу за 26 лютого 2012. Процитовано 31 січня 2008. [Архівовано 2008-05-21 у Wayback Machine.]

| США | Це незавершена стаття з географії США. Ви можете допомогти проєкту, виправивши або дописавши її. |